# Euphorbia altotibetica
Euphorbia altotibetica är en törelväxtart som beskrevs av Ove Wilhelm Paulsen. Euphorbia altotibetica ingår i släktet törlar, och familjen törelväxter. Inga underarter finns listade i Catalogue of Life.